# Northern Areas Council
Koordinaten: 33° 12′ S, 138° 36′ O

Der Northern Areas Council ist ein lokales Verwaltungsgebiet (LGA) im australischen Bundesstaat South Australia. Das Gebiet ist 3070 km² groß und hat etwa 4500 Einwohner (2016).
Der Northern Areas Council liegt etwa 190 Kilometer nördlich der Metropole Adelaide. Das Gebiet beinhaltet 19 Ortsteile und Ortschaften: Andrews, Belalie East, Belalie North, Bundaleer, Caltowie, Georgetown, Gladstone, Gulnare, Hornsdale, Huddleston, Jamestown, Laura, Mannanarie, Narridy, Spalding, Stone Hut, Tarcowie, Washpool und Yacka. Der Verwaltungssitz des Councils befindet sich in Jamestown im Nordosten der LGA.

## Verwaltung
Der Council der Northern Areas hat neun Mitglieder, die acht Councillor und der Vorsitzende (Chairman) des Councils werden von den Bewohnern der LGA gewählt. Northern Areas Council ist nicht in Bezirke untergliedert.